# Simplex (Mathematik)

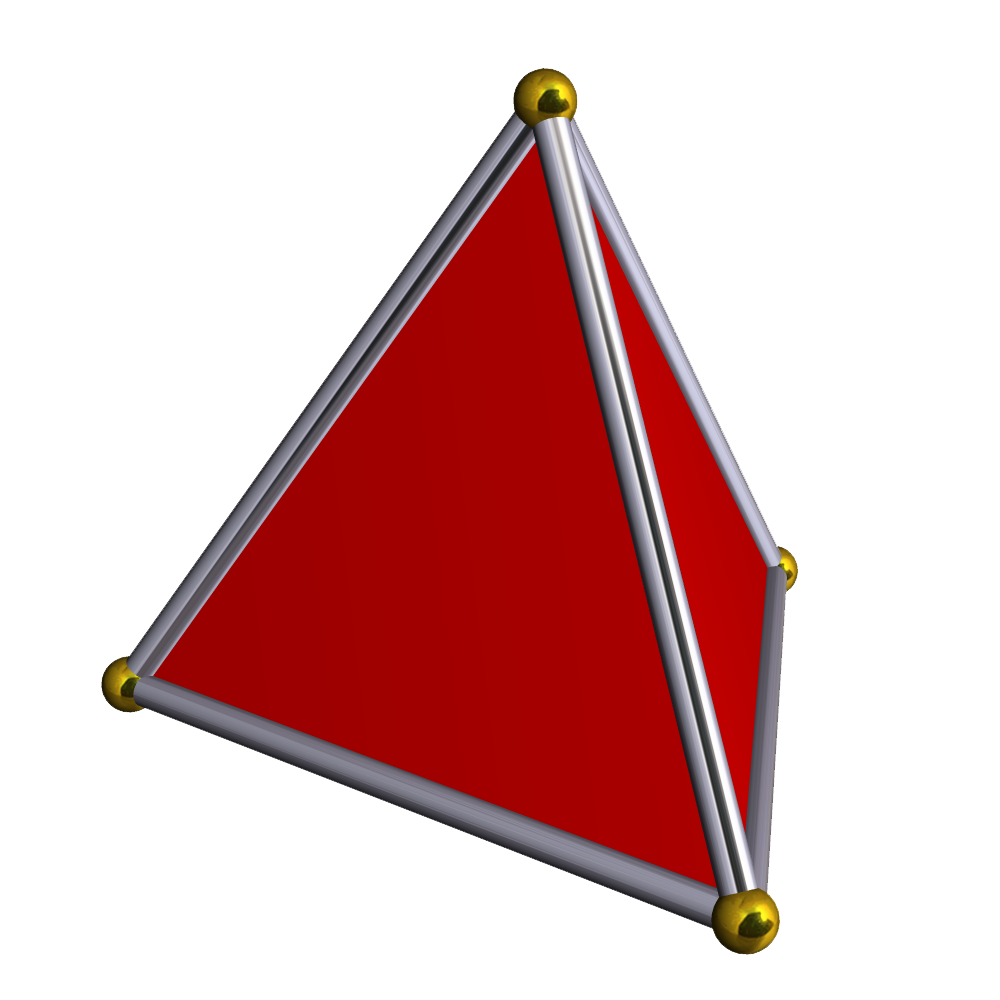
Ein 3-Simplex oder Tetraeder

In der Mathematik – und hier insbesondere in der Geometrie und der Topologie – bezeichnet man (für eine gegebene natürliche Zahl {\displaystyle n\in \mathbb {N} }) als Simplex (neutr.) oder n-Simplex  ein spezielles n-dimensionales Polytop. Ein solches nennt man gelegentlich auch n-dimensionales Hypertetraeder. Es handelt sich um die einfachste Form eines Polytops.
Jedes {\displaystyle n}-dimensionale Simplex besitzt {\displaystyle n+1} Ecken. Man erzeugt ein {\displaystyle n}-Simplex aus einem {\displaystyle (n-1)}-Simplex, indem man einen affin unabhängigen Punkt (s. u.) hinzunimmt und alle Ecken des {\displaystyle (n-1)}-Simplexes mit diesem Punkt in Form einer Kegelbildung durch Strecken verbindet. Somit ergibt sich mit zunehmender Dimension die Reihe Punkt, Strecke, Dreieck, Tetraeder. Ein {\displaystyle n}-Simplex ist die Fortsetzung dieser Reihe auf {\displaystyle n} Dimensionen.

## Definitionen

### Affine Unabhängigkeit
Seien ein {\displaystyle \mathbb {R} }-Vektorraums {\displaystyle V} gegeben und darin für ein {\displaystyle k\in \mathbb {N} } endlich viele Punkte {\displaystyle v_{0},\ldots ,v_{k}\in V}.
Man nennt diese Punkte affin unabhängig, falls für je {\displaystyle k+1} beliebig gewählte Skalare {\displaystyle t_{0},\ldots ,t_{k}\in \mathbb {R} } gilt, dass aus {\displaystyle t_{0}v_{0}+\cdots +t_{k}v_{k}=0} und {\displaystyle t_{0}+\cdots +t_{k}=0} stets {\displaystyle t_{0}=\cdots =t_{k}=0} folgt. Anders ausgedrückt: Es gibt keinen {\displaystyle k-1}-dimensionalen affinen Unterraum {\displaystyle V_{0}\subset V}, in dem all diese {\displaystyle k+1} Punkte liegen. Das bedeutet: Die Menge {\displaystyle \{v_{1}-v_{0},\ldots ,v_{k}-v_{0}\}} ist linear unabhängig. In diesem Falle ist jeder der Punkte {\displaystyle v_{j}} ({\displaystyle j=0,1,\ldots ,k}) von den übrigen Punkten {\displaystyle v_{0},\ldots ,v_{j-1},v_{j+1},\ldots ,v_{k}} affin unabhängig und genauso von dem durch {\displaystyle v_{0},\ldots ,v_{j-1},v_{j+1},\ldots ,v_{k}} aufgespannten affinen Unterraum.
Eine Menge von Punkten eines {\displaystyle n}-dimensionalen Vektorraums {\displaystyle V} über {\displaystyle \mathbb {R} } ({\displaystyle n\in \mathbb {N} }) nennt man in allgemeiner Lage, wenn jede aus höchstens {\displaystyle n+1} Punkten bestehende Teilmenge affin unabhängig ist.

### Simplex
Ist nun  {\displaystyle V=\mathbb {R} ^{n}\;(n\in \mathbb {N} )} (oder ein beliebiger {\displaystyle n}-dimensionaler Vektorraum über {\displaystyle \mathbb {R} }) und sind weiter für ein  {\displaystyle k\in \mathbb {N} } darin liegende affin unabhängige Punkte {\displaystyle v_{0},\ldots ,v_{k}}  gegeben, so ist das von  {\displaystyle v_{0},\ldots ,v_{k}} aufgespannte (oder erzeugte) Simplex {\displaystyle \Delta } gleich folgender Menge:
{\displaystyle \Delta =\left\{x\in \mathbb {R} ^{n}{\Bigg \vert }\exists t_{0},\ldots ,t_{k}\in [0,1]\left(\sum _{i=0}^{k}t_{i}=1\wedge x=\sum _{i=0}^{k}t_{i}v_{i}\right)\right\}}.
Die Punkte {\displaystyle v_{i}} werden Eckpunkte von {\displaystyle \Delta } und {\displaystyle (t_{0},...,t_{k})\in [0,1]^{k+1}} baryzentrische Koordinaten genannt. Die Zahl {\displaystyle k} ist die Dimension des Simplexes. Ein Simplex der Dimension {\displaystyle k} wird auch kurz {\displaystyle k}-Simplex genannt. Ein solches Simplex ist also nichts weiter als die konvexe Hülle von endlich vielen affin unabhängigen Punkten im {\displaystyle \mathbb {R} ^{n}}, welche dann die Eckpunkte dieses Simplexes sind.

### Seitenflächen und Rand
Es sei {\displaystyle \Delta } ein {\displaystyle k}-Simplex. Jedes in {\displaystyle \Delta } enthaltene Simplex, welches durch eine nicht leere Teilmenge der Eckpunkte von {\displaystyle \Delta } aufgespannt wird, heißt Seite (seltener Facette oder Untersimplex) von {\displaystyle \Delta }. Die nulldimensionalen Seiten (Facetten) sind gerade die Eckpunkte oder Ecken, die 1-Seiten (oder 1-Facetten) sind die Kanten und die {\displaystyle (k-1)}-Seiten oder {\displaystyle (k-1)}-Facetten heißen Seitenflächen. Die Vereinigung der Seitenflächen heißt der Rand {\displaystyle \partial \Delta } des Simplexes {\displaystyle \Delta }:
{\displaystyle \partial \Delta =\left\{x\in \mathbb {R} ^{n}{\Bigg \vert }\exists t_{0},\ldots ,t_{k}\in [0,1]\exists j\in \{0,\ldots ,k\}\left(\sum _{i=0}^{k}t_{i}=1\wedge t_{j}=0\wedge x=\sum _{i=0}^{k}t_{i}v_{i}\right)\right\}}
Die Anzahl der {\displaystyle d}-Seiten (oder {\displaystyle d}-Facetten) des {\displaystyle k}-Simplexes ist gleich dem Binomialkoeffizienten {\displaystyle {\tbinom {k+1}{d+1}}}.
Das {\displaystyle k}-Simplex ist das einfachste {\displaystyle k}-dimensionale Polytop, gemessen an der Anzahl der Ecken. Nach dem Simplex ist das Simplex-Verfahren aus der linearen Optimierung und genauso das Downhill-Simplex-Verfahren in der nichtlinearen Optimierung benannt.
|                                | Schläfli- Symbol            | Anzahl der Grenzelemente                              | Anzahl der Grenzelemente          | Anzahl der Grenzelemente          | Anzahl der Grenzelemente          | Anzahl der Grenzelemente | Anzahl der Grenzelemente       | Anzahl der Grenzelemente                              | Anzahl der Grenzelemente                              |
| 0-dim.                         | Schläfli- Symbol            | 1-dim.                                                | 2-dim.                            | 3-dim.                            | 4-dim.                            | {\displaystyle \ldots }  | {\displaystyle (n\!-\!1)}-dim. | {\displaystyle n}-dim.                                |                                                       |
| Punkt                          | {\displaystyle ()}          | 1                                                     |                                   |                                   |                                   |                          |                                |                                                       |                                                       |
| Strecke                        | {\displaystyle \{\}}        | 2                                                     | 1                                 |                                   |                                   |                          |                                |                                                       |                                                       |
| Dreieck                        | {\displaystyle \{3\}}       | 3                                                     | 3                                 | 1                                 |                                   |                          |                                |                                                       |                                                       |
| Tetraeder                      | {\displaystyle \{3,3\}}     | 4                                                     | 6                                 | 4                                 | 1                                 |                          |                                |                                                       |                                                       |
| Pentachoron                    | {\displaystyle \{3,3,3\}}   | 5                                                     | 10                                | 10                                | 5                                 | 1                        |                                |                                                       |                                                       |
| {\displaystyle \vdots }        | {\displaystyle \vdots }     | {\displaystyle \vdots }                               | {\displaystyle \vdots }           | {\displaystyle \vdots }           | {\displaystyle \vdots }           | {\displaystyle \vdots }  | {\displaystyle \vdots }        | {\displaystyle \vdots }                               | {\displaystyle \vdots }                               |
| {\displaystyle n}-dim. Simplex | {\displaystyle \{3^{n-1}\}} | {\displaystyle {\binom {n+1}{1}}}{\displaystyle =n+1} | {\displaystyle {\binom {n+1}{2}}} | {\displaystyle {\binom {n+1}{3}}} | {\displaystyle {\binom {n+1}{4}}} | {\displaystyle \ldots }  | {\displaystyle \ldots }        | {\displaystyle {\binom {n+1}{n}}}{\displaystyle =n+1} | {\displaystyle {\binom {n+1}{n+1}}}{\displaystyle =1} |

## Beispiel
- Ein 0-Simplex ist ein Punkt.
- Ein 1-Simplex ist eine Strecke.
- Ein 2-Simplex ist ein Dreieck.
- Ein 3-Simplex ist ein Tetraeder (vier Ecken, vier Seitenflächen aus Dreiecken, sechs Kanten); er wird erzeugt aus einem Dreieck (2-Simplex), zu dem ein Punkt, welcher nicht in der Dreiecksebene liegt, hinzugenommen und mit allen Ecken des Dreiecks verbunden wird.
- Ein 4-Simplex heißt auch Pentachoron.
- Ein Beispiel eines {\displaystyle n}-Simplex im {\displaystyle \mathbb {R} ^{n}} (und zwar eines mit rechtwinkliger Ecke im Ursprung) ist durch

{\displaystyle \left\{x\in \mathbb {R} ^{n}\mid x_{i}\geq 0,\,\sum \limits _{i=1}^{n}x_{i}\leq 1\right\}}
gegeben. Dieses Simplex heißt Einheitssimplex. Es wird vom Nullvektor und den Einheitsvektoren {\displaystyle e_{1},\dotsc ,e_{n}} der Standardbasis des {\displaystyle \mathbb {R} ^{n}} aufgespannt und hat mit der Länge der Einheitsvektoren {\displaystyle c=1} das Volumen {\displaystyle 1/n!\,}.

## Volumen
Das Volumen des Einheitssimplex des {\displaystyle \mathbb {R} ^{n}} beträgt {\displaystyle 1/n!}.
Sind {\displaystyle v_{0},\ldots ,v_{n}} Punkte des {\displaystyle \mathbb {R} ^{n}}, so lautet die affine Abbildung, die das Einheitssimplex auf das von {\displaystyle v_{0},\ldots ,v_{n}} aufgespannte Simplex transformiert
{\displaystyle x\mapsto v_{0}+Ax\quad {\text{mit }}A=\left({v_{1}-v_{0},\dots ,v_{n}-v_{0}}\right)\in \mathbb {R} ^{n\times n}}
und das Volumen des Simplex ist gegeben durch {\displaystyle \left|\det A\right|/n!}.

## Standard-Simplex
In der algebraischen Topologie, insbesondere der Definition der singulären Homologie, spielen die sogenannten Standard-Simplexe eine wichtige Rolle.
Das {\displaystyle n}-dimensionale Standardsimplex {\displaystyle \Delta ^{n}} ist das im {\displaystyle \mathbb {R} ^{n+1}} von den Einheitsvektoren {\displaystyle e_{1},\dots ,e_{n+1}}, also von den Ecken
{\displaystyle v_{0}=(1,0,0,\ldots ,0),v_{1}=(0,1,0,\ldots ,0),v_{2}=(0,0,1,\ldots ,0),\ldots ,v_{n}=(0,0,0,\ldots ,1)}
aufgespannte {\displaystyle n}-Simplex.
Das {\displaystyle n}-Standardsimplex entspricht damit der größten Seitenfläche eines {\displaystyle (n+1)}-Einheitssimplex.
Ein singuläres {\displaystyle n}-Simplex ist per Definition eine stetige Abbildung des Standard-Simplex {\displaystyle \Delta ^{n}} in einen topologischen Raum {\displaystyle X}, siehe singuläre Homologie.

## Simplexe mit einer rechtwinkligen Ecke
Eine rechtwinklige Ecke bedeutet hier, dass je zwei in dieser Ecke zusammenlaufende Kanten einen rechten Winkel bilden. Anders ausgedrückt, das {\displaystyle n}-Simplex hat eine Ecke, an der seine an ihr anliegenden {\displaystyle n}-dimensionalen Hyperflächen zueinander orthogonal sind. Ein solches Simplex stellt eine Verallgemeinerung rechtwinkliger Dreiecke dar und in ihm gilt eine {\displaystyle n}-dimensionale Version des Satzes von Pythagoras wie folgt.
Die Summe der quadrierten {\displaystyle (n-1)}-dimensionalen Volumen der an der rechtwinkligen Ecke anliegenden Hyperflächen ist gleich dem quadrierten {\displaystyle (n-1)}-dimensionalen Volumen der der rechtwinkligen Ecke gegenüberliegenden Hyperfläche. Es gilt also:
{\displaystyle \sum _{k=1}^{n}|A_{k}|^{2}=|A_{0}|^{2}.}
Hierbei sind die Hyperflächen {\displaystyle A_{1},\ldots ,A_{n}} paarweise orthogonal zueinander, aber nicht orthogonal zu der Hyperfläche {\displaystyle A_{0}}, die der rechtwinkligen Ecke gegenüberliegt.
Im Falle eines 2-Simplex entspricht dies einem rechtwinkligen Dreieck und dem Satz des Pythagoras und im Falle eines 3-Simplex einem Tetraeder mit einer Würfelecke und dem Satz von de Gua.

## Grundlegende Homöomorphieeigenschaften
- Zwei Simplexe {\displaystyle \Delta \subset \mathbb {R} ^{n}} und {\displaystyle {\Delta }^{*}\subset \mathbb {R} ^{m}} gleicher Dimension sind stets homöomorph. Eine solche Homöomorphie liegt also genau dann vor, wenn die Eckpunktmengen beider Simplexe identische Anzahl haben.[9]
- Das zu einem Simplex duale Polytop ist wieder ein Simplex derselben Dimension. Simplizes sind also selbst-dual.
- Ein {\displaystyle k}-Simplex im {\displaystyle \mathbb {R} ^{n}} ist stets homöomorph zur abgeschlossenen {\displaystyle k}-dimensionalen Einheitskugel {\displaystyle {\overline {B_{\mathbb {R} ^{k}}}}=\{v\in \mathbb {R} ^{k}:\|v\|_{2}\leq 1\}\subset \mathbb {R} ^{k}}. Folglich ist jedes Simplex eines euklidischen Raumes eine kompakte Menge.[10]

## Euklidischer simplizialer Komplex
Ein euklidischer simplizialer Komplex (engl. Euclidean simplicial complex), in der deutschen Literatur meist simplizialer Komplex genannt, ist eine Familie {\displaystyle {\mathcal {K}}} von Simplexen im {\displaystyle \mathbb {R} ^{n}} mit folgenden Eigenschaften:
1. Mit jedem Simplex {\displaystyle \Delta \in {\mathcal {K}}} gehört auch jede Seite von {\displaystyle \Delta } zu {\displaystyle {\mathcal {K}}}.
2. Der Schnitt von zwei Simplexen von {\displaystyle {\mathcal {K}}} ist leer oder gemeinsame Seite beider Simplexe.
3. Jeder Punkt eines Simplexes aus {\displaystyle {\mathcal {K}}} hat (bzgl. der Standardtopologie des {\displaystyle \mathbb {R} ^{n}}) eine Umgebung, welche höchstens endlich viele Simplexen aus {\displaystyle {\mathcal {K}}} schneidet (Lokalendlichkeit).[14]

Die Vereinigung {\displaystyle \textstyle \Sigma =\bigcup {\mathcal {K}}}, gebildet über alle Simplexe von {\displaystyle {\mathcal {K}}} und versehen mit der vom {\displaystyle \mathbb {R} ^{n}} herrührenden Unterraumtopologie, heißt das zu {\displaystyle {\mathcal {K}}} gehörige Polyeder. Die zugehörige Familie {\displaystyle {\mathcal {K}}} nennt man dann auch eine Triangulation oder simpliziale Zerlegung von {\displaystyle \Sigma }. Falls ein solches {\displaystyle {\mathcal {K}}} existiert, heißt {\displaystyle \Sigma } triangulierbar.
Ein Polyeder, welches durch einen endlichen simplizialen Komplex trianguliert wird, ist stets eine kompakte Teilmenge des {\displaystyle \mathbb {R} ^{n}}.

## Abstrakter simplizialer Komplex
Ein abstrakter simplizialer Komplex (engl. abstract simplicial complex) {\displaystyle {\mathcal {K}}} ist eine Familie von nichtleeren, endlichen Mengen (welche (abstrakte) Simplexe genannt werden), die folgende Eigenschaft erfüllt:
- Mit {\displaystyle \Delta \in {\mathcal {K}}} ist stets auch jede nichtleere Teilmenge von {\displaystyle \Delta } in {\displaystyle {\mathcal {K}}} enthalten.[20]

Jedes Element eines Simplexes heißt Ecke und jede nichtleere Teilmenge heißt Seite (oder Facette). Die Dimension eines (abstrakten) Simplexes mit {\displaystyle k+1} Ecken ist definiert als {\displaystyle k}. Die Dimension eines Simplizialkomplexes ist definiert als das Maximum der Dimensionen aller darin vorkommenden Simplexe, sofern dieses Maximum existiert. In diesem Falle bezeichnet man den Simplizialkomplex als endlichdimensional und besagtes Maximum als seine Dimension. Falls die Dimensionen der Simplexe des Simplizialkomplexes nicht nach oben beschränkt sind, so heißt der Simplizialkomplex unendlichdimensional.

## Anwendung
Eine Anwendung findet sich im Downhill-Simplex-Verfahren. Das ist ein Optimierungsverfahren, bei dem man {\displaystyle n} Parameterwerte finden will, indem man sie so lange variiert, bis die Abweichung zwischen Messwerten und einer Theoriefunktion, die von diesen Parametern abhängt, minimal wird. Dazu wird im {\displaystyle n}-dimensionalen Parameterraum ein Simplex aus Parametersätzen aufgespannt, für jeden Punkt des Simplex die Fehlerfunktion berechnet und dann im Laufe des Algorithmus der jeweils „schlechteste“ dieser Punkte durch einen (hoffentlich) „besseren“ (mit kleinerem Fehlerwert) ersetzt, so lange, bis ein Konvergenz- oder sonstiges Abbruchkriterium erfüllt ist. Als Anfangskonfiguration wird meistens ein Simplex mit einer rechtwinkligen Ecke (wie oben erläutert) verwendet.
Simplexe, simpliziale Komplexe und Polyeder finden darüber hinaus eine breite Anwendung in der Topologie. Als eines der herausragenden Anwendungsbeispiele ist hier der Fixpunktsatz von Brouwer zu nennen, von dem Bronisław Knaster, Kazimierz Kuratowski und Stefan Mazurkiewicz im Jahre 1929 gezeigt haben, dass dieser Satz und verwandte Sätze der Topologie im Rahmen der Simplextheorie mit elementaren kombinatorischen Methoden, insbesondere unter Benutzung des Spernerschen Lemmas, ableitbar sind.